# Ligne de tramway T (TELB)
Pour les articles homonymes, voir Ligne T.
La ligne T est une ancienne ligne du tramway de Lille.

## Itinéraire
La ligne reliait la place de la gare de Lille à la mairie d'Hellemmes par le parvis Saint-Maurice, la rue de Paris (actuelle rue Pierre-Mauroy), le boulevard Denis-Papin, le boulevard des Écoles (actuel boulevard Jean-Baptiste-Lebas), la rue de Cambrai, la porte de Valenciennes, la rue de Bavay, le Mont-de-Terre à Fives, le chemin d'huile (actuelles rues Matteotti et Chanzy).
La destruction de la porte de Valenciennes et des remparts attenants entraine en 1935 le déplacement des voies entre le carrefour des rues de Cambrai et Valenciennes et le passage supérieur de la rue de Bavay par la rue de Cambrai prolongée.

## Histoire
La ligne est supprimée le 28 février 1949.